# パウエイ (カリフォルニア州)
パウエイ（Poway）は、アメリカ合衆国カリフォルニア州のサンディエゴ郡にある都市。人口は4万8841人（2020年）。サンディエゴ・ダウンタウンの北30キロメートルに位置している。

## 解説
1862年のホームステッド法により国有地が処分され入植地が形成された。標高が高く水を引くのが困難な地勢のため乾燥に強いオレンジ、レモン、アルファルファなどが生産された。1950年代にコロラド川用水が完成し十分な水が確保されたが、農業に利用されることはなかった。住宅地の造成が活発化していたためで、水は飲料水として利用された。人口増加により1980年に地方自治体「パウエイ市」が設立された。
無人航空機メーカーGA-ASIの本社が立地している。